# Colletes penulatus
Colletes penulatus är en biart som beskrevs av Noskiewicz 1936. Colletes penulatus ingår i släktet sidenbin, och familjen korttungebin. Inga underarter finns listade i Catalogue of Life.